# Гузєв Ігор Вікторович
Ігор Вікторович Гузєв (нар. 11 січня 1963, Харків, УРСР, СРСР — пом. 7 червня 2014, Київ, Україна) — український науковець-селекціонер, зооінженер, доктор сільськогосподарських наук, директор Інституту розведення і генетики тварин НААН України (2009-2011), був Національним координатором від України для ФАО з управління генетичними ресурсами тваринництва (ГРТ), член Українського товариства генетиків та селекціонерів імені Вавилова. Лауреат премії Української академії аграрних наук «За видатні досягнення в аграрній науці», кавалер ордена «За заслуги» ІІІ ступеня (2009) та трудової відзнаки Міністерства аграрної політики України «Знак пошани».

## Життєпис
Народився 11 січня 1963 року в Харкові у сім'ї службовців. Згодом разом з сім'єю переїхав у селище міського типу Шахтарський в Анадирському районі Чукотського автономного округу Магаданської області РРФСР. Після закінчення Шахтарської середньої школи вступив на зооінженерний факультет Української сільськогосподарської академії, яку закінчив із відзнакою за спеціалізацією «племінна справа» у 1985 році.
З 1985 року працював у Інституті розведення і генетики тварин НААН, молодшим науковим співробітником, завідувачем лабораторії оцінки і використання генофонду спеціалізованих м'ясних порід, завідувачем відділу розведення м'ясної худоби, заступником директора з наукової роботи та директором інституту (2009-2011).
1994 року закінчив Міжнародну школу управління молочним скотарством у Великій Британії.
У 1996 році захистив кандидатську дисертацію, а в 2012 році здобув науковий ступінь доктора сільськогосподарських наук.
З 1999 до 2000 року навчався за канадсько-українським проектом розвитку м'ясного скотарства та кормовиробництва.

## Наукова діяльність
Основними напрямами наукової діяльності Ігор Гузєв були досліджень, пов'язані з опрацюванням низки теоретичних питань популяційної генетики, практичних питань вивчення онтогенезу, материнського впливу через умови ембріонального розвитку худоби і формування пасивного колострального імунітету молодняку, етологічних складових життєздатності в неонатальний період, екстер'єрно-конституціональних   особливостей у тварин та розробки інтегральних селекційно-генетичних методів ранньої оцінки, добору і підбору великої рогатої худоби за природною резистентністю.

## Нагороди, відзнаки та премії
- Медаль «Незалежність України» ІІІ ступеня Міжнародної Академії МАРТІС «Золота Фортуна» (2013)[2];
- Орденом «За заслуги» ІІІ ступеня (2009);
- Трудова відзнака Міністерства аграрної політики України «Знак пошани» (2008);
- Почесна грамота Президії Української академії аграрних наук (2006);
- Лауреат премії Української академії аграрних наук «За видатні досягнення в аграрній науці»;

## Доробок
Автор низки національних програм зі збереження біорізноманіття сільськогосподарських тварин. Опублікував понад 300 наукових праць.
Вибрані праці
- Селекційно- генетична оцінка і раннє прогнозування природної резистентності молочної худоби / Гузєв Ігор Вікторович; УААН, Ін-т розведення і генетики тварин. — с. Чубинське Київської обл., 1996. — 24 с.
- Генетико-селекційний моніторинг у молочному скотарстві / М. В. Зубець, В. П. Буркат, М. Я. Єфіменко, Б. Є. Подоба, В. С. Коновалов, В. І. Антоненко, М. С. Гавриленко, І. В. Гузєв, В. В. Дзіцюк, А. П. Кругляк; УААН. Ін-т розведення і генетики тварин. — К.: Аграрна наука, 1999. — 85 c.
- Молочні і м'ясні породи великої рогатої худоби Великобританії (за матеріалами зарубіжного досвіду) / І. В. Гузєв; Інститут розведення і генетики тварин НААНУ. — К.: Науковий світ, 2010. — 35 с. ISBN 978-966-675-622-3
- Методологія наукових досліджень з питань селекції, генетики та біотехнології у тваринництві: матеріали наук.-теорет. конф., присвяч. пам'яті акад. УААН В. П. Бурката (Чубинське, 25 лютого 2010 р.) / НААН України, Ін-т розведення і генетики тварин; за ред. І. В. Гузєва. — К.: Аграрна наука, 2010. — 140 с. ISBN 978-966-540-287-9
- Методологія збереження біорізноманіття генетичних ресурсів тваринництва України / І. В. Гузєв; Нац. акад. аграр. наук України, Інститут розведення і генетики тварин ім. М. В. Зубця. — Київ: Аграрна наука, 2019. — 319 с. ISBN 978-966-540-458-3
- Генетичні ресурси бугаїв спеціалізованих м'ясних порід і типів за регіонами України у 2002 р. / І. В. Гузєв, В. В. Йовенко // Розведення і генетика тварин. — 2003. — Вип. 37. — С. 66-72.
- Аналіз генетичних ресурсів тваринництва України в контексті їхнього збереження і раціонального використання / Д. М. Микитюк, І. В. Гузєв, М. Г. Порхун, Є. М. Рясенко, С. В. Овчарук // Розведення і генетика тварин. - 2006. - Вип. 40. - С. 129-140.
- Генетичний потенціал української м'ясної породи / І. В. Гузєв, О. П. Чиркова // Розведення і генетика тварин. — 1999. — Вип. 31-32. — С. 46-47.
- Характеристика генетичних ресурсів великої рогатої худоби в господарстві ТОВ «Голосієво» / Ю. В. Гузєєв, І. В. Гузєв, О. В. Сидоренко, Ю. М. Резнікова // Розведення і генетика тварин. — 2014. - Вип. 48. — С. 260-267
- Динаміка вікових змін біохімічних показників крові у тварин різних генотипів м'ясної худоби / В. П. Ткачук, Й. З. Сірацький, І. В. Гузєв, В. М. Вишневський // Розведення і генетика тварин. — 2001. - Вип. 34. - С. 208-209.
- Рівень виробництва та споживання м'яса в країнах світу / І.В. Гузєв, І.П. Петренко // Вісник аграрної науки, 2007, N №3. — С.34-39
- Прогнозування вмісту радіоцезію в молоці при випасанні корів на забруднених пасовищах Полісся / Ю. Мельник, І. Гузєв, В. Кебко // Тваринництво України, 2004, N8 — С.5-8
- Нова методика визначення поточного статусу (категорії) ризику для породної популяції різних видів племінних ресурсів тваринництва України/І. В. Гузєв // Вісник аграрної науки, 2012, № 3. — С.42-48
- Валове виробництво продукції тваринництва у країнах світу / І.В. Гузєв, І.П. Петренко // Вісник аграрної науки, 2007, N №2. — С.39-44
- Прогнозування вмісту радіоцезію в м'ясі худоби при випасанні її на забруднених радіонуклідами природних пасовищах зони Полісся/І. Гузєв, В. Кебко, Ю. Вдовиченко // Тваринництво України, 2004, N9. — С.6-9
- Перспективи української м'ясної / І. Гузєв, Ю. Вдовиченко, О. Чиркова, Ю. Білий // Тваринництво України, 2007, №2. — С.55-57
- Генетичні ресурси м'ясного скотарства /І. Гузєв, О. Чиркова, В. Неумивака, В. Ткачук // Тваринництво України, 2007, №2. — С.45-48
- Механізми формування прихованої генетичної мінливості у генофонді великої рогатої худоби /В. С. Коновалов, І. В. Гузєв // Науковий вісник Національного університету біоресурсів і природокористування України, 2011. Вип. 160. Ч. 1. — С.311-316
- Методичні засади порівнянної оцінки ефективності розведення худоби м'ясних порід за основними селекційними ознаками/В. П. Буркат, П. І. Шаран, І. В. Гузєв // Вісник аграрної науки, 2009, №9. — С.47-50
- М'ясні породи ВРХ Великобританії /І. Гузєв, Н. Рєзникова, М. Гавриленко // Пропозиція, 2009, №9. — С.128-129
- Порода п'ємонтезе /І. Гузєв // Agroexpert, 2009, №9. — С.52-54
- Вікові, породні, міжлінійні відмінності відтворювальної здатності та гістологічна структура сім'яників бугаїв різних порід і селекцій / Ю. Ф. Мельник, І. В. Гузєв // Науковий вісник Національного університету біоресурсів і природокористування України, 2011. Вип. 160. Ч. 1. — С.142-148
- Деякі концептуальні моменти створення нової системи оцінки спеціалізованої м'ясної худоби за типом будови тіла / І. В. Гузєв // Розведення і генетика. ПП Джус — ‎2016
- Результати аналізу міжнародно визнаних категорій ризику щодо виходу з меж нормального популяційного існування, у яких перебувають генетичні ресурси молочного і молочно-м'ясного скотарства України // Вісник Сумського національного аграрного університету. Серія «Тваринництво»: наук. журн. Суми, — 2013. Вип. 7 — С. 28-33.
- Результати ідентифікації статусів ризику щодо перспектив виживання існуючих в Україні молочних і молочно-м'ясних порід великої рогатої худоби // Розведення і генетика тварин: міжвід. темат. наук. зб. / НААН, ІРГТ. — Київ, 2012. — Вип. 46. С. 73-76.
- Сучасний стан породного генофонду спеціалізованого м'ясного скотарства України // Розведення і генетика тварин: міжвід. темат. наук. зб. / НААН, ІРГТ. — Київ, 2012. — Вип. 46. — С. 42-46.
- Стратегічні напрями роботи щодо збереження генофонду сільськогосподарських тварин в Україні / І.В. Гузєв, О.Д. Бірюкова, Л.В. Вишневський // Розведення і генетика тварин: міжвід. темат. наук. зб. / НААН, ІРГТ. — Київ: Аграрна наука, 2013. — Вип. 47. — С. 13-23.
- Стратегія розвитку м'ясного скотарства в Україні у контексті національної продовольчої безпеки / М.В. Зубець, В.П. Буркат, І.В. Гузєв; за наук. ред. М.В. Зубця, І.В. Гузєва. — Київ: Аграр. наука, 2005. 176 с.
- Використання методу трансплантації ембріонів при створенні м'ясних стад / І. В. Гузєв, І. О. Гармаш, М. С. Духницький, Я. І. Чергавий, В. Ю. Іванчиков, І. С. Воленко, В. В. Мадісон, Л. В. Мадісон // Розведення і генетика тварин. — 1999. — Вип. 31-32. — С. 42-43.
- Методичні основи створення автоматизованої системи реєстрації і оцінки молодняка м'ясної худоби / І. В. Гузєв, А. Г. Костюк, О. П. Чиркова, Н. І. Марченко, Н. Й. Ревнюк // Розведення і генетика тварин. — 1999. — Вип. 31-32. — С. 44-45.
- Результати комплексної індивідуальної оцінки великої рогатої худоби м'ясних порід і типів суб'єктів племінної справи у тваринництві України за 2007 рік / О. В. Білоус, Н. В. Кудрявська, І. В. Гузєв, О. П. Чиркова, В. М. Неумивака, Н. І. Марченко, В. П. Ткачук, Н. Й. Ревнюк, О. О. Рябчук; ДНВК «Селекція». — К.: Арістей, 2008. — 116 c.
- Державна книга племінних тварин великої рогатої худоби української м'ясної породи. Т. 1 / А. М. Угнівенко, Л. А. Коропець, Д. К. Носевич, І. В. Гузєв, Ю. В. Вдовиченко, Ю. А. Білий, О. В. Коляда, О. О. Данилевський, С. В Бурнатний; ред.: Ю. Ф. Мельник; Нац. ун-т біоресурсів і природокористування України, УААН, Ін-т розведення і генетики тварин. — К.: Арістей, 2009. — 299 c.
- Історія, селекція та біологічні особливості абердин-ангусів України : монографія / Й. З. Сірацький, Є. І. Федорович, І. В. Гузєв, В. О. Кадиш, Р. В. Каспров; ред.: Й. З. Сірацький, Є. І. Федорович. - Корсунь-Шевченків.: Гавришенко В.М., 2011. — 431 c